# 明成化鬥彩葡萄紋杯
明成化鬥彩葡萄紋杯是明朝成化年間出产瓷器，現藏於國立故宮博物院、北京首都博物館。
明成化鬥彩葡萄紋杯（以下簡稱葡萄紋杯），在葡萄紋飾的呈現上，具粒粒分明，成串地從枝梢垂懸而下，幾乎觸及地面的視覺感受，這是成化鬥彩葡萄杯裝飾的佈局特徵。同時，透過此一紋樣所呈現出來的「葡萄紫」釉色，被視為是成化官窯的一大創意。除此器形外，鬥彩葡萄紋也出現於晚明文人鑑賞家津津樂道之「五彩葡萄撇口扁肚把杯」──即今日所稱高足杯上。

## 明代青花的演進
青花瓷不僅是中國陶瓷史上的珍藝，更是中國風得以在世界蔚為風尚的推手。回顧青花瓷700餘年來的發展，明代青花瓷（以下簡稱明青花）在青花瓷鑑賞方面皆廣為稱頌。其主因在於明青花除繼承元代青花瓷的工藝外，在青花瓷的釉料、構圖、器型甚至燒製上，皆極力追求創新與改變。這也使明青花對後世青花瓷工藝影響深遠。
歷經276年的明朝，歷代皇帝皆有燒造青花瓷，而從明宣宗開始，皆在御用瓷器底部，記錄其燒製年份，稱為「紀年款」，如明宣宗時期會寫「大明宣德年製」、明憲宗時期則是「大明成化年製」以此類推。由於明青花標示清楚且容易斷代，國立故宮博物院前副院長譚旦冏先生，曾提出以年號作為分期，並列出4個明青花的發展高峰，分別是宣德青花（1425〜1435）、成化青花（1465〜1487）、嘉靖青花（1522〜1566）與萬曆青花（1572〜1620）。
在這4個時期中，成化青花是明中葉青花瓷的先行者。雖然成化青花無論是在器型、紋飾呈現上，可能都不如宣德青花具典雅持重、威武雄健之感，但成化青花在青花色澤上，卻有不一樣的氣質。因此，中國文化大學藝術研究所劉良佑教授提出，「宣德青花與成化青花兩者，可謂各具風韻」。造成兩個時期不同風格的主因，在於青料來源有別，宣德青花的鈷料是蘇麻離青，該原料是從波斯進口而來，由於其成分為高鐵低錳，因此會發出濃豔凝重的青色。但成化青花的鈷料是平等青，出產於江西省樂平縣，由於含鐵量較低，所發出的青花色澤較淡雅清新。因此，成化青花所具備柔和內斂的氣質，成為我們詮釋成化瓷的重要特色，而傳統瓷學也盛傳「明看成化，清看雍正」的評價，足以顯示後世對成化青花重視程度。

## 絢麗的成化鬥彩

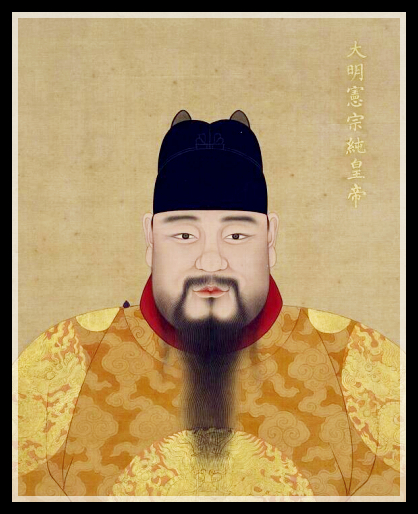
大明憲宗純皇帝御容

「成化」為明憲宗的年號，而在談成化鬥彩前，需瞭解明憲宗的性格與出身。明憲宗朱見深（1447〜1487）為明英宗嫡長子，早年受到土木堡之變與宮廷鬥爭之影響，曾失去東宮之位，更長年受到叔父明代宗的虎視眈眈，使他個性上即顯柔弱且缺乏安全感。直到1475年明英宗發動奪門之變後，才重返皇太子之位。由於幼年生活的處境，導致明憲宗在即位後，這種柔弱性格，影響了他對各項事務的鑑賞與判斷，而對藝術文化相當有興趣的他，即展現出偏好柔美精巧器物的一面，這也是傳統瓷學界提出「成化無大器」的評價主因。
而中國文化大學藝術研究所劉良佑教授也曾提出：「成化鬥彩瓷其實是明憲宗為討好萬貴妃所製作的成品，目的是為了取寵。」此說法也不無可能，因為明憲宗自2歲時，即被萬氏撫養長大，換言之萬氏原先是明憲宗的保姆，但明憲宗長年對萬氏的依賴，使明憲宗即位後，將萬氏封為貴妃，史稱萬貴妃。而成化鬥彩大多是小巧多彩的成品，同時在構圖題材上（嬰戲、花鳥、葡萄）的這些元素皆受女性所喜，說是萬貴妃歡心亦不無道理，因此有史學家認為，無論是明成化鬥彩雞缸杯（以下簡稱雞缸杯）或葡萄紋杯，最先應是明憲宗賞賜給萬貴妃的禮物，而這些歷史詮釋也替成化鬥彩增添不少傳奇色彩。
在瞭解明憲宗對於鬥彩的愛好後，就能來談「鬥彩」工藝的發展，鬥彩工藝在明宣德年間即初露萌發，當時稱為青花五彩，但並未風行，因此傳世不多。直到明成化年間工序成熟，成品斑斕絢麗，才逐漸被推崇並盛行，並作為成化瓷的代表瓷器。鬥彩工藝程序極其複雜，首先需用青花鈷料，在陶土粗胎上勾勒圖案輪廓，並進行1200°C以上高溫燒製，即成為青花瓷。之後在青花瓷成品上，填入青花圖樣內的彩料後，再用800°C以下的低溫燒製而成，此技法是釉下青花與釉上多彩融合，在構圖時對工筆技法頗為重視，使青花與各色之間，產生爭奇鬥艷的視覺效果，因而得名「鬥彩」。
成化鬥彩在色澤呈現是千姿百媚，如鮮紅、橘紅、紅褐色、深褐色、鵝黃、亮黃、淺黃、薑黃、葉綠、墨綠、黃綠、深綠、深紫、葡萄紫、奼紫等，其中鮮紅與亮黃兩色，為成化鬥彩最常見的顏色。此外，使成化鬥彩傳世稀少的因素，除了成化鬥彩燒製工序繁瑣，不易成功外。另一方面該瓷器大多是御用瓷器，因此能送到紫禁城中的成品，皆通過千挑萬選的程序，而未通過評選的瓷器，就會被御窯場打碎並深埋瓷片坑中，避免流通至民間，此舉使鬥彩成品具物以稀為貴的特性，這是成化鬥彩得以名重於世的主因。
成化鬥彩在明神宗時，就已經是寥若晨星之物，在傳統瓷學界素有「寧存成窯，不苟富貴」之美譽，使成化鬥彩不脛而走。以明成化鬥彩葡萄紋杯來說，它曾在2014年6月8日新加坡杜拜國際拍賣有限公司的春季拍賣會上，拍出2.1850億港元（約新臺幣8億）的天價，足以驗證成化鬥彩具「千金難買」的價值。

## 葡萄紋杯的時代意義
明成化鬥彩葡萄紋杯，目前臺北故宮有收藏3只，據國立故宮博物院余佩瑾副院長查閱《清宮內務府造辦處檔案總匯》後發現，在臺北故宮的葡萄紋杯，是乾隆15年（1750年）的清宮舊藏，該文物被收藏在黑漆描金箱中，並被放置於第三層的位置。而北京首都博物館的那一對葡萄紋杯，則是在1962年時，於清朝輔政大臣索尼的孫女赫舍里氏墓地所出土的陪葬品。
葡萄紋杯在燈光直射時，杯底會呈現粉色，而杯壁會呈現象牙黃，其胎質薄如蟬翼，杯型嬌小玲瓏，這些皆是成化鬥彩瓷的一大特色。若從構圖上來看，杯壁上畫有葡萄、藤蔓、桑葚、竹子等紋飾，綠中帶黃的藤蔓，將其生命力的展現躍然杯壁上。另外，3串葡萄漿果結實纍纍，粒粒分明且正圓，更透過紅與紫的色澤，欲呈現葡萄熟成的差異性。在凸顯葡萄主體之時，又有竹林與桑葚與之輝映，整體佈局具生意盎然之景象。前國立故宮博物院副研究員蔡和璧先生曾表示：「成化窯葡萄杯用色淺淡、頗有畫意，且青料輪廓較淡，圖飾線條渲染柔和，整體清晰亮麗。」再者，若從圖紋意涵分析，古代時葡萄嫁接技術尚未成熟，加上產地大多在西域地區，讓葡萄被認為是高貴水果之一，而桑葚長年以來，即是宮廷內御用補品，因此運用葡萄、桑葚作為該杯的主題，可能是想彰顯皇室地位的一種方式。
此外，就鬥彩技法而言，該器物帶有青花、紅褐色、青花、薑黃、墨綠、深紫、葡萄紫、奼紫等色，令人眩惑不已。但放眼成化鬥彩瓷，帶有奼紫的成品是屈指可數，而該釉色也僅於成化鬥彩瓷出現。所謂奼紫，在過去又有成化鐵紅之稱，是種無光暗紅的釉上彩。隨著科技進步，在化學儀器檢驗後，發現奼紫成因是「礦物顏料的精煉過程不足，導致鐵質滲出，又因入窯燒製，導致原有顏色發生變化的結果」因此，奼紫其實是鬥彩工藝的瑕疵色，但這個顏色正好能做為葡萄色澤，因而成為鬥彩顏色的一環。有關奼紫的文句陳述，故宮博物院前研究員耿寶昌認為「奼紫色如赤鐵，表面乾澀無光」而故宮博物院前顧問孫瀛洲則認為：「奼紫濃厚卻無光」，可見「奼紫」已是成化瓷別具一格的重要標誌。

## 葡萄紋飾在文物中的蛻變

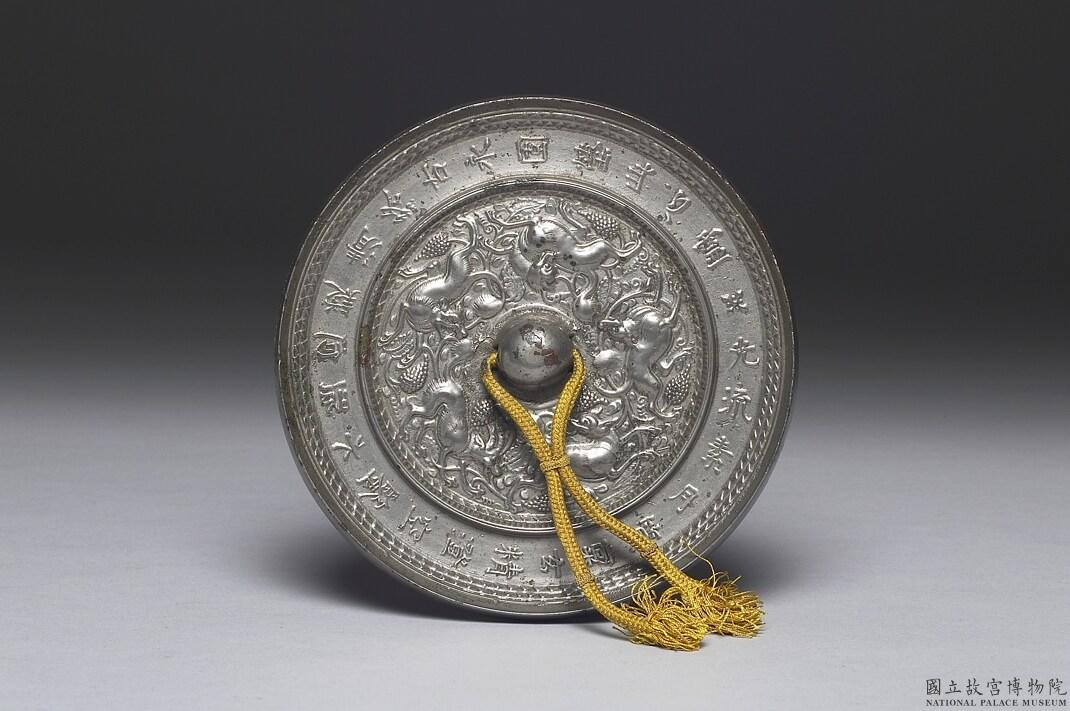
隋至初唐素月瑞獸葡萄紋鏡

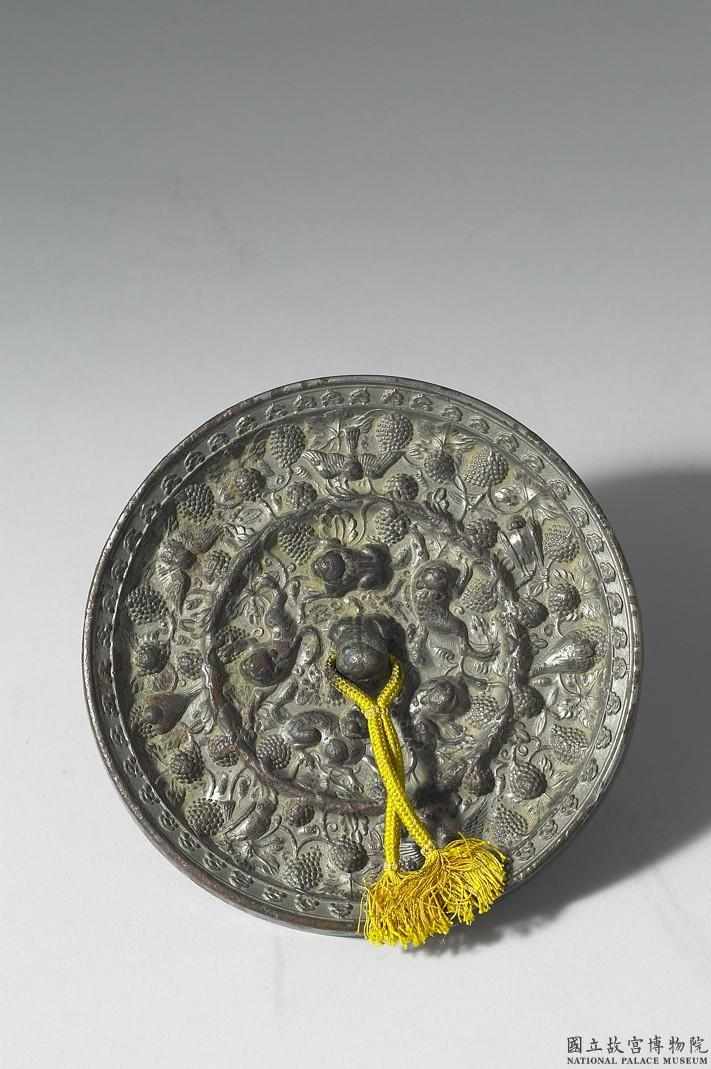
唐海獸葡萄紋鏡

「葡萄」約在西漢時傳入中國，是張騫出使西域後所帶回的水果，爾後，葡萄也成為中國古典詩詞的素材，如唐朝詩人王翰的《涼州詞》：「葡萄美酒夜光杯，欲飲琵琶馬上催。醉臥沙場君莫笑，古來征戰幾人回？」說明葡萄是西域盛產之物，所釀之美酒亦為邊疆戰士排憂解悶的寄託。同時，將葡萄紋飾設計於器物上，也是在隋唐兩代才發生的事，且絕大多數都是在銅鏡上出現，如國立故宮博物院所收藏的素月瑞獸葡萄紋鏡、海獸葡萄紋鏡皆為此例，當時的葡萄紋飾形似覆盆子，可能與當時的品種有關。

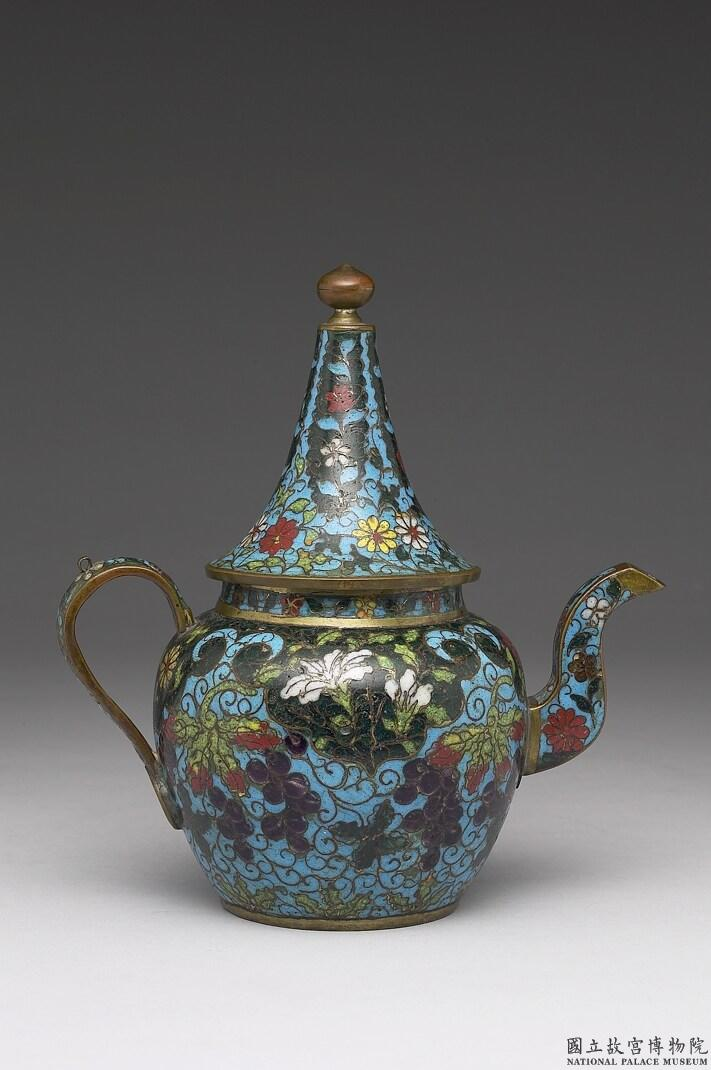
明掐絲琺瑯葡萄紋壺

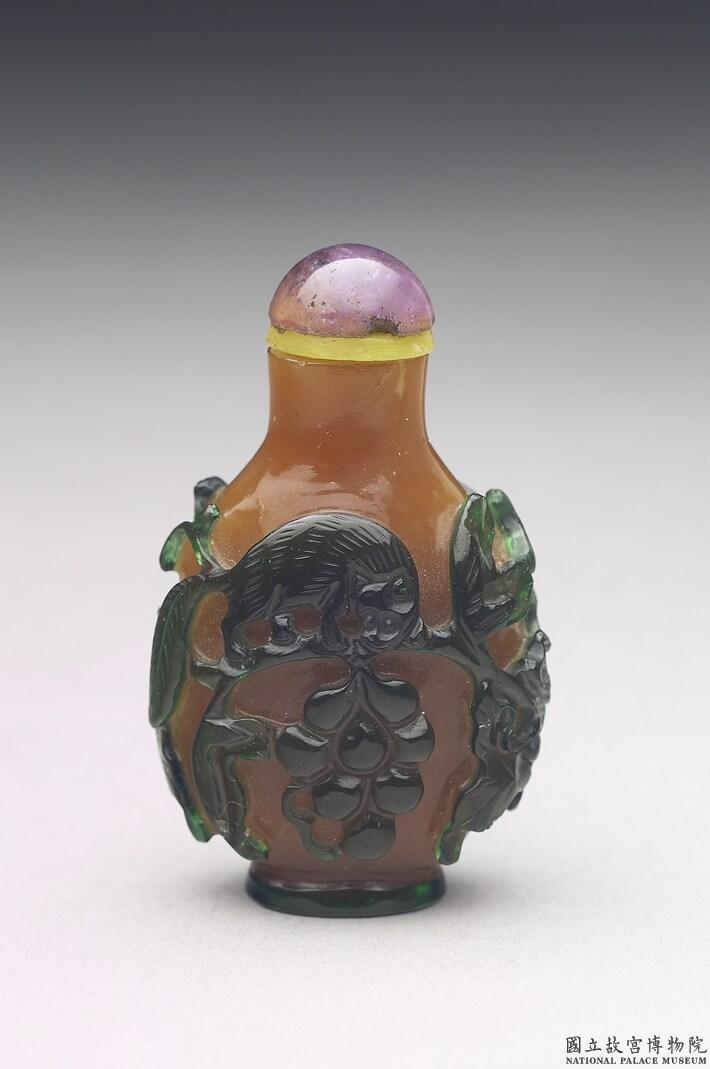
清 十八至十九世紀 深黃套綠玻璃松鼠葡萄鼻煙壺

但唐代之後，葡萄紋樣就甚少出現於器物上，原因可能與西域在唐代後脫離中原管轄後，葡萄不再容易獲得有關。進入明代後，葡萄紋樣再度在器物設計出現，如明永樂青花折枝葡萄紋盤等盤型器皿，利用青花濃淡，呈現葡萄果實的光影變化。另一方面，明代也開始盛行景泰藍工藝，因此如掐絲琺瑯葡萄紋壺，上面也有葡萄紋樣的設計，這時候所繪製的葡萄紋樣，已接近現代葡萄的型態。在成化鬥彩瓷上，葡萄紋樣被大量運用於杯、碟等器皿上，並進一步出現熟成色澤的差異性，而到清代時，葡萄紋樣除用於青花瓷、掐絲琺瑯外，也被運用於鼻煙壺上，如深黃套綠玻璃松鼠葡萄鼻煙壺，其紋飾型態與過去相差不多。因此可推測明代的葡萄紋樣，奠定了後世設計該紋樣的基礎。

明 成化 鬥彩葡萄紋高足杯

值得一提的是，在明代文人高濂《遵生八箋》一書中，曾說到：「……成窯上品無過五彩葡萄，敞口扁肚靶杯，式較宣杯妙甚，次若草蟲可口、子母雞勸杯、人物蓮子酒盞、五供養淺盞、……余意青花成窯不及宣窯，五彩宣廟不如憲廟，……」的敘述，表示明成化鬥彩葡萄紋高足杯（以下簡稱葡萄紋高足杯）的價值，曾是高過雞缸杯的。若我們將葡萄紋高足杯與葡萄紋杯做比較的話，我們可以發現，這兩個文物在呈現葡萄色澤的差異時，在工筆上略有不同。葡萄紋杯僅用紅褐色與奼紫來區分熟成差異，但葡萄紋高足杯，則巧妙了運用多層次的釉色變化，也就是將每一顆果實，底色先上紅褐色，之後將葡萄紫疊上紅褐色，最後將藤蔓的淺黃色沾染在果實上，使畫面產生立體感。這種釉色交織的方式，相當費時費工，因此就工藝技術上而言，葡萄紋高足杯是比葡萄紋杯更為出色的作品，能獲得成窯上品的封號，亦是當之無愧。

## 相關學術文獻
- 明青花瓷的青和花-譚旦冏 國立故宮博物院故宮文物月刊第2卷.

- 明代中期官窯與成化窯器之鑑定-劉良佑 國立故宮博物院故宮文物月刊第54卷.

- 采挹流霞－乾隆皇帝收藏的成化官窯器-余佩瑾 國立故宮博物院故宮文物月刊第429卷.

- 成化瓷器-戴維德夫人 國立故宮博物院故宮文物月刊第2卷.

- 成化瓷特展-蔡和璧 國立故宮博物院故宮文物月刊第245卷.

- 成化時期官窯鬥彩瓷器之研究-沈千涵 （页面存档备份，存于） 2011年國立臺灣師範大學美術學系碩士論文. （原始內容存檔於2022-12-30）